# Pristupanje Hrvatske Europskoj uniji
Ovaj članak govori o tijeku pristupanja Hrvatske u članstvo Europske unije te razvoju međusobnih odnosa
Dana 1. srpnja 2013. godine Republika Hrvatska postala je 28. punopravna članica Europske unije.
Jedan od glavnih ciljeva vanjske politike Republike Hrvatske bio je ulazak u punopravno članstvo Europske unije. Hrvatska je podnijela zahtjev za punopravno članstvo 21. veljače 2003. godine, a službeni status kandidata za članstvo u EU dobila je 18. lipnja 2004. Pristupni progovori, koji su trebali započeti u ožujku 2005., odgođeni su, a kao uvjet za početak pregovora istaknuta je potpuna suradnja s Haškim sudom za ratne zločine počinjene na području bivše Jugoslavije. Pregovori su službeno otvoreni 3. listopada 2005. godine, nakon što je glavna haška tužiteljica potvrdila potpunu suradnju Hrvatske s Haškim sudom. 
Pregovori o članstvu u Europskoj uniji bili su podijeljeni u nekoliko faza. Prva faza, analiza usklađenosti zakonodavstva zemlje kandidata s europskim propisima (tzv. screening) započela je nakon otvaranja pregovora (20. listopada 2005. godine), i trajala je godinu dana (završila je 18. listopada 2006.). Nakon screeninga, započeli su pregovori. Pregovori su se fokusiraju na uvjete pod kojima će država kandidatkinja usvojiti, implementirati i izvršavati acquis communautaire (odnosno pravnu stečevinu Europske unije). Inače, o sadržaju pravne stečevine nema pregovora, jer se pregovori temelje na načelu da svaka država kandidatkinja tijekom pregovora mora usvojiti cjelokupnu pravnu stečevinu.  
Nakon više od osam godina od podnošenja zahtjeva za članstvo te skoro šest godina pregovaranja, 10. lipnja 2011. je José Manuel Barosso u ime Europske komisije predložio zatvaranje pristupnih pregovora s Hrvatskom. Tu je odluku 24. lipnja iste godine podržalo i Europsko vijeće pozivajući na zatvaranje preostalih pregovaračkih poglavlja do kraja lipnja 2011. te na potpisivanje pristupnoga ugovora s Hrvatskom do kraja iste godine. Ugovor o pristupanju Republike Hrvatske Europskoj uniji potpisan je u Bruxellesu 9. prosinca 2011. godine.

## Kronologija odnosa Republike Hrvatske i Europske unije

### Početci odnosa
Hrvatska je uspostavila odnose s Europskom unijom 15. siječnja 1992., na dan kada je većina zemalja članica EU priznala Hrvatsku kao neovisnu državu. Od toga dana su se odnosi odvijali postupno, intenzivirali su se krajem 1999. godine, a svoj zamah su dobili 24. studenog 2000. godine., kada su na Zagrebačkom sastanku na vrhu otvoreni pregovori o Sporazumu o stabilizaciji i pridruživanju (eng. Stabilisation and Association Agreement). To je uslijedilo godinu i pol dana nakon što je Europska komisija predložila stvaranje Procesa stabilizacije i pridruživanja (eng. Stabilisation and Association process) za pet država jugoistočne Europe, među kojima je bila i Hrvatska. Cilj Europske komisije bio je postizanje sveobuhvatne stabilizacije tranzicijskih država na ovom području.

### Intenziviranje odnosa
Odnosi Hrvatske i Europske unije počeli su se intenzivirati krajem 1999. godine, a svoj zamah su naročito dobili 2000. godine. Te je godine došlo do smjene vlasti u Hrvatskoj, a predsjednik Republike Hrvatske postao je Stjepan Mesić. Već ranije pri Vladi RH osnovan je Ured za europske integracije (1998.), koji će 2000. godine prerasti u Ministarstvo za europske integracije. U svibnju 1999. godine Europska komisija predlaže stvaranje Procesa stabilizacije i pridruživanja za Albaniju, Bosnu i Hercegovinu, Hrvatsku, Makedoniju i tadašnju SR Jugoslaviju. Na inicijativu EU 10. lipnja 1999. usuglašen je tekst Pakta o stabilnosti za jugoistočnu Europu, političkog dokumenta kojem je strateški cilj stabilizacija u jugoistočnoj Europi putem približavanja zemalja regije euroatlantskim strukturama te jačanja međusobne suradnje.

### Od potpisivanja SSP-a do otvaranja pregovora
Prekretnicu u odnosima država regije i EU predstavlja Zagrebački summit, održan 24. studenog 2000. Tom prilikom započeli su pregovori o Sporazumu o stabilizaciji i pridruživanju (SSP). Konačno, on je parafiran 14. svibnja 2001. u Bruxellesu.
Sporazum o stabilizaciji i pridruživanju je posebna vrsta sporazuma koji Europska unija nudi državama koje su obuhvaćene Procesom stabilizacije i pridruživanja. Ovim sporazumom državi potpisnici se daje status pridruženog člana i potencijalnog kandidata za prijem. Cilj ovog sporazuma je uspostaviti politički dijalog između Europske unije i države kandidatkinje, uskladiti zakonodavstvo, promicati gospodarske odnose, razvijati zonu slobodne trgovine, te osigurati regionalnu suradnju i suradnju u nizu drugih područja.
Hrvatska je potpisala Sporazum o stabilizaciji i pridruživanju i Privremeni sporazum 29. listopada 2001., no on nije stupio na snagu samim činom potpisivanja. Da bi stupio na snagu, sporazume su morali potvrditi (ratificirati) Hrvatski sabor, Europski parlament (eng. European Parliament), te parlamenti svih država članica. U hrvatskom slučaju, oba sporazuma stupila su na snagu 1. veljače 2005. godine. Uz ta dva već potpisana sporazuma, Hrvatska je, u travnju 2004., parafirala i dodatne Protokole čija je glavna svrha adaptiranje odredbi Sporazuma o stabilizaciji i pridruživanju i Privremenog sporazuma koje se odnose na trgovinu poljoprivrednih, prehrambenih i ribarskih proizvoda s ciljem uređivanja trgovinskih odnosa koje je Republika Hrvatska imala sklopljene s nekim od deset država koje su u svibnju 2004. godine postale punopravne članice Europske unije.

### Podnošenje hrvatskog zahtjeva za članstvom u Europskoj uniji
Stupanje na snagu Sporazuma o stabilizaciji i pridruživanju i njegova provedba nije nužan preduvjet da bi neka zemlja podnijela zahtjev za članstvo, iako se može smatrati važnim u procesu približavanja, pa je tako Republika Hrvatska svoj zahtjev za članstvom u Europskoj uniji podnijela 21. veljače 2003. godine, iako Sporazum o stabilizaciji i pridruživanju još nije stupio na snagu. Zahtjev je podnesen u Ateni, glavnom gradu Grčke koja je tada predsjedala Europskom unijom. Već tada je Hrvatska imala sveobuhvatni program prilagodbe standardima Europske unije. Bilo je vrlo važno čim prije podnijeti zahtjev jer je Hrvatska, kao zemlja u tranziciji, zaostajala za drugim zemljama gotovo čitavo desetljeće. Već je tada bilo jasno da će Hrvatska morati puno brže napredovati od zemalja srednje i istočne Europe koje su kasnije, u svibnju 2004. i siječnju 2007., primljene u Europsku uniju. Dva mjeseca poslije podnošenja zahtjeva, Vijeće Europske unije (eng. Council of the European Union) donijelo je odluku o pokretanju postupka predviđenog člankom 49. Ugovora o Europskoj uniji i pozvalo Europsku komisiju da izradi mišljenje (avis) o zahtjevu Republike Hrvatske za članstvo u Europskoj uniji. U skladu s uobičajenim postupkom, Komisija je u srpnju 2003. Hrvatskoj uputila Upitnik s 4560 pitanja iz različitih područja funkcioniranja države, gospodarstva, institucija i slično, na koje je Hrvatska trebala odgovoriti u roku od tri mjeseca. Ti odgovori su podneseni u roku 9. listopada iste godine, pa je Hrvatska u prosincu 2003. i siječnju 2004. od strane Europske komisije dobila dodatnih 184 pitanja na koje je Vlada RH proslijedila odgovore.
Dana 20. travnja 2004. Republika Hrvatska je, na temelju odgovora na Upitnik, kao i na temelju drugih izvora, dobila pozitivno mišljenje o zahtjevu za članstvom. Europska komisija je utvrdila da Hrvatska napreduje prema Uniji i zadovoljava uvjete definirane Kopenhaškim i Madridskim kriterijima. Hrvatske institucije ocijenjene su demokratskima, a Hrvatska kao zemlja s djelotvornim tržišnim gospodarstvom. Hrvatskoj je ohrabrena u nastavljanju provođenja reformi, kao i daljnjem usklađivanju domaćeg gospodarstva s europskim propisima.
13. rujna 2004. Vijeće Europske unije usvojilo je Europsko partnerstvo za Hrvatsku. Prijedlog Europskog partnerstva za Hrvatsku bio je donesen istodobno s mišljenjem i preporukama, a u njemu su bili razrađeni kratkoročni i srednjoročni prioriteti u integraciji Hrvatske u Europsku uniju. Europsko partnerstvo je za Hrvatsku odražavalo trenutačno stanje njene pripreme i načinjeno je prema njenim potrebama, a prioriteti iz Europskog partnerstva su ugrađeni kasnije u Pristupno partnerstvo. Od Hrvatske se očekivalo da na Europsko partnerstvo odgovori pripremom plana s vremenskim rasporedom i pojedinostima o tome na koji način namjerava pristupiti prioritetima iz Europskog partnerstva. To je i učinjeno, revizijom Nacionalnog programa Republike Hrvatske za pridruživanje Europskoj uniji – 2004. godina, te definiranjem odgovarajućih mjera koje je trebalo provesti u 2005. godini i Nacionalnom programu za tu godinu.

## Hrvatska kao punopravni kandidat za članstvo

### Predpristupna strategija i instrumenti pristupne strategije
Europska unija je donošenjem zaključaka Europskog vijeća na sastanku u Luksemburgu 1997. godine pokrenula proces proširenja Europske unije kojim se određuje i pretpristupna strategija države kandidatkinje. Ona je postala nužna zbog postojanja velikog broja kandidatkinja i sveobuhvatnih reformi koje su se morale provesti na putu u Europsku uniju, kao i zbog velikih promjena unutar institucija EU i njenih metoda odlučivanja. Cilj pretpristupne strategije je pružanje podrške državama kandidatkinjama u pripremama za članstvo, a posebno se to odnosi na usklađivanje zakonodavstva s pravnom stečevinom Europske unije.
Pretpristupna strategija uključuje:
- Sporazume o pridruživanju
- Pristupno partnerstvo (eng. Accession Partnership) -  dopunjuje odluku o Europskom partnerstvu. Europsko je vijeće u Solunu 19. i 20. lipnja 2003. prihvatilo uvođenje partnerstva kao načina za ostvarivanje europske perspektive država regije. Prvo europsko partnerstvo s Hrvatskom usvojeno je 13. rujna 2004. godine. Pet mjeseci kasnije, Vijeće je usvojilo Uredbu kojom se omogućuje promjena naziva Europskog partnerstva u Pristupno partnerstvo za Hrvatsku. Pristupno partnerstvo je nadomjestilo ranije Europsko partnerstvo kao središnji dokument kojim se mjeri daljnji napredak Hrvatske u integriranju u Europsku uniju. Prijedlog tog pristupnog partnerstva za Hrvatsku donesen je 9. studenog 2005. godine, a usvojen je od strane Vijeća EU 20. veljače 2006. Osim ciljeva u ispunjavanju kriterija za članstvo, Pristupno partnerstvo služi i kao vodič pri programiranju financijske pomoći Hrvatskoj. Hrvatska je pristupila provedbi prioriteta iz Pristupnog partnerstva definiranjem mjera koje treba provesti u 2006. godini. Svako sljedeći program je bio definiran mjerama koje će se provesti u pripadajućoj godini.
- Pretpristupnu pomoć -  obuhvaća pružanje financijske pomoći putem programa PHARE (fr. Pologne-Hongrie: assistance à la restruration) ISPA (eng. Instrument for Structural Policies for Pre-Accession) i SAPARD (eng. Special Accession Programme for Agriculture and Rural Development), te sudjelovanje u programima EU-a u područjima obrazovanja, strukovnog obrazovanja, istraživanja, zaštite okoliša, malog i srednjeg poduzetništva, javnog zdravstva i programima za mlade. Sudjelovanje u ovim programima je trajalo sve do ulaska zemlje u Europsku uniju.

Stjecanjem statusa kandidata Hrvatskoj su se otvorili pretpristupni programi potrebni za provedbu reformi na putu pristupa Europskoj uniji. Tako je Hrvatska od 2005. godine korisnica ISPA, Phare i SAPARD programa. Hrvatska je već od 2001. godine koristila još jedan program Europske unije, a to je CARDS koji sadrži sredstva koja su namijenjena za provođenje projekata regionalnog značenja, no prestala je biti korisnica tog programa stjecanjem statusa kandidata za prijem u članstvo u EU. Početkom 2007. godine otvoren je novi integrirani Instrument za pretpristupnu pomoć – IPA (eng. Instrument for Pre-Accession Assistance), koji je zamijenio Phare, ISPA i SAPARA programe.
Stjecanjem statusa kandidata Republici Hrvatskoj otvorena je mogućnost sudjelovanja u raznim pretpristupnim programima i drugim oblicima financijsko-tehničke podrške. Europska komisija objavila je pretpristupnu strategiju za Hrvatsku 6. listopada 2004. godine. Njome se na Hrvatsku proširuje pretpristupna strategija koju je za tadašnje države kandidatkinje usvojilo Europsko vijeće na sastanku u Luksemburgu 1997. godine.
Europska unija je tijekom proširenja 2004. godine razvila specifične instrumente za pomoć u ispunjavanju kriterija za članstvo. To su:
- Izrađivanje Komisijinih redovitih izvješća o napretku Hrvatske u procesu pristupanja EU (eng. Process Report), počevši s 2005. godinom
- Otvaranje Hrvatskoj pretpristupnih financijskih programa: Phare, ISPA i SAPARD
- Uspostava Vijeća za stabilizaciju i pridruživanje, te Odbora za stabilizaciju i pridruživanje i njegovih pododbora kao tijela za praćenje primjene i provedbe SSP-a, ali i kao foruma za pitanja vezana uz proces usklađivanja zakonodavstva
- Mogućnost sudjelovanja u određenim programima Zajednice i agencijama
- Politički dijalog

U skladu s navedenim elementima Pretpristupne strategije započela je i njihova provedba. Europska komisija je 9. studenog 2005. objavila i prvo izvješće o napretku Hrvatske za razdoblje od 18 mjeseci, počevši od travnja 2004. godine, u kojem je ocijenjen napredak na područjima ispunjavanja političkih i ekonomskih kriterija za članstvo, te sposobnost preuzimanja obveza koje proizlaze iz članstva. Što se tiče pretpristupnih financijskih programa, Hrvatska je njihova korisnica od siječnja 2005. godine. Vijeće za stabilizaciju i pridruživanje počelo je s radom već na prvom održanom sastanku, 26. travnja 2005., dok je Okvirni sporazum o sudjelovanju Hrvatske u programima Zajednice potpisan 22. studenog 2004. godine.

## Pregovori o pristupanju
Pregovori o pristupanju su pregovori pod kojima država kandidatkinja pristupa Europskoj uniji i njezinim osnivačkim ugovorima, koji se završetkom pregovora utvrđuju međunarodnim ugovorom između država članica Europske unije i države kandidatkinje takozvanim Ugovorom o pristupanju. Pregovore vode članice EU i država kandidatkinja, a stajališta Europske unije zastupa predsjedavajući Vijeća EU-a. Na strani države kandidatkinje pregovore o pristupanju vodi posebno izaslanstvo za pregovore koje uključuje i glavnog pregovarača i pregovaračku skupinu. Hrvatski pregovori formalno su počeli 3. listopada 2005. na prvoj sjednici međuvladine konferencije između članica EU-a i RH. U okviru priprema za te pregovore, Sabor RH je 19. siječnja 2005. donio Deklaraciju o temeljnim načelima pregovora za punopravno članstvo RH u EU i Odluku o osnivanju Nacionalnog odbora kao radnog tijela Sabora za praćenje pregovora.

### Pregovaračka poglavlja
Pravna stečevina podijeljena je u 35 tematskih poglavlja, koja se ujedno smatraju i poglavljima pregovora. Do ulaska u članstvo Europske unije svaka država kandidatkinja dužna je preuzeti cijelu pravnu stečevinu EU-a i osposobiti se za njihovo učinkovito primjenjivanje. Država kandidatkinja može zatražiti i prijelazno razdoblje ako do njenog ulaska u Europsku uniju, zbog nekakvih opravdanih razloga, nije u mogućnosti u potpunosti primijeniti pravnu stečevinu. Pod tim prijelaznim razdobljem smatra se dodatni vremenski rok koji se daje državi kandidatkinji da uskladi nacionalno zakonodavstvo s pravnom stečevinom, ali da se ne narušavaju slobode tržišnog natjecanja i ne utječe na djelovanje unutarnjeg tržišta zajednice. Isto tako, prijelazni rok može biti dogovoren i u interesu Europske unije. Iznimno, državama kandidatkinjama mogu biti odobrena i trajna izuzeća od primjene pravne stečevine.

### Početak pregovora
Nakon političke odluke Europskog vijeća o otvaranju pregovora s državom kandidatkinjom i sazivanju bilateralne međuvladine konferencije o pristupanju, pregovori formalno započinju održavanjem prve sjednice međuvladine konferencije na ministarskoj razini. Na toj sjednici predstavljaju se opća stajališta i ne ulazi se u sadržajne pregovore i pregovore o pojedinim poglavljima.
Hrvatska je pristupne pregovore započela 3. listopada 2005. godine, iako je to bilo predviđeno za 16. ožujka iste godine, no do 16. ožujka nije postignuta suglasnost o otvaranju pristupnih pregovora, jer je jedan od uvjeta za početak pregovora bila i puna suradnja s Međunarodnim kaznenim sudom za bivšu Jugoslaviju. Hrvatska tada nije zadovoljila taj uvjet, jer se ključnim smatralo uhićenje generala Hrvatske vojske Ante Gotovine.
Pregovori o članstvu u Europskoj uniji podijeljeni su u nekoliko faza. Prva faza, analiza usklađenosti zakonodavstva zemlje kandidata s europskim propisima (tzv. screening) započela je nakon otvaranja pregovora, 20. listopada 2005. godine, i trajala je do 18. listopada 2006. Osnovna je svrha screeninga utvrditi postojeće razlike u svakom poglavlju pregovora između zakonodavstva države kandidatkinje i pravne stečevine Europske unije s kojom je do trenutka pristupanja u članstvo potrebno uskladiti nacionalno zakonodavstvo. Na temelju analize od države kandidatkinje očekuje se da pokaže hoće li moći u cijelosti prihvatiti pravnu stečevinu Europske unije u pojedinom poglavlju pregovora i uskladiti uočene razlike u zakonodavstvu ili ima namjeru zatražiti odgovarajuća prijelazna razdoblja za potpuno usklađivanje i punu provedbu. Screening se provodi zasebno za svako poglavlje pregovora, a njegovo trajanje po pojedinom poglavlju ovisi o opsegu i količini pravne stečevine. Iskustva pokazuju da screening može trajati od jednoga dana do nekoliko tjedana. Cjelokupan postupak screeninga uobičajeno traje oko godinu dana. Nakon završetka analitičkoga pregleda Odluku o otvaranju pregovora u pojedinom poglavlju, ovisno o ocjeni spremnosti države kandidatkinje, donose države članice u okviru Vijeća Europske unije.
Otvaranjem pregovora o pojedinom poglavlju započinje sadržajna faza pregovora tijekom koje se pregovara o uvjetima pod kojima će država kandidatkinja prihvatiti, primijeniti i provesti pravnu stečevinu Europske unije u tom poglavlju, uključujući prijelazna razdoblja koja je eventualno zatražila država kandidatkinja. Nakon postizanja dogovora između Europske unije i države kandidatkinje o pojedinom poglavlju pregovora, uz ispunjenost preduvjeta za njegovo zatvaranje, ono se smatra privremeno zatvorenim. Formalnu odluku o tome donosi međuvladina konferencija na ministarskoj razini. Sve do sklapanja Ugovora o pristupanju, ako se u tom poglavlju pravne stečevine donesu bitno novi propisi ili ako država kandidatkinja ne ispuni preduvjete i obveze koje je preuzela za to poglavlje pregovora, postoji mogućnost njegova ponovnog otvaranja. 
Hrvatska je pregovore završila 30. lipnja 2011. godine, nakon čega je uslijedilo potpisivanje Ugovora o pristupanju 9. prosinca 2011., te sam ulazak u članstvo Europske unije 1. srpnja 2013. Prema nekim najavama za vrijeme pregovora, ulazak u članstvo se najranije mogao dogoditi sredinom 2010., a predviđanja su sezala i do 2014. Naime, osim uobičajenih uvjeta koje je Hrvatska morala ispuniti da bi ušla u punopravno članstvo, prepreke za njezin ulazak su bili i tadašnji odnosi unutar same Unije i problemi sa susjednom Slovenijom, koja je blokirala ulazak Hrvatske u Europsku uniju zbog neriješenih bilateralnih pitanja, a posebno se to odnosilo na razgraničenje na kopnu i moru.

### Pojedina poglavlja
- Poglavlje 1. - Sloboda kretanja roba (otvoreno 25. srpnja 2008., zatvoreno 19. travnja 2010.) -

- Poglavlje 2. - Sloboda kretanja radnika (otvoreno 17. lipnja 2008., zatvoreno 2. listopada 2009.) - jedno od dva poglavlja koja su otvorena na šestom međuvladinom sastanku na ministarskoj razini. U ovom poglavlju Hrvatska je dobila jedno mjerilo za zatvaranje. Od Hrvatske se tražilo da dokaže kako ima odgovarajuće administrativne strukture za provedbu zakonodavstva u ovom području. Europska unija je u poglavlju Sloboda kretanja radnika zatražila prijelazne odredbe.

- Poglavlje 3. – Pravo poslovnog nastana i sloboda pružanja usluga (otvoreno 26. lipnja 2007., zatvoreno 21. prosinca 2009.) - europska pravna stečevina, koju je Hrvatska morala prihvatiti u svoje zakonodavstvo, predviđa osiguranje jednakih uvjeta za sve državljane EU-a kod započinjanja gospodarskih djelatnosti, bilo kao samostalno zaposlenih osoba bilo kroz osnivanje trgovačkog društva. Restrikcije i iznimke u tom poglavlju, poput zahtjeva da se mora imati neko posebno obrazovanje za obavljanje neke djelatnosti, moguće su samo u strogo određenim slučajevima i moraju vrijediti jednako za sve, neovisno o državljanstvu ili prebivalištu.

- Poglavlje 4. - Sloboda kretanja kapitala (otvoreno 2. listopada 2009., zatvoreno 5. studenog 2010.) -

- Poglavlje 5. - Javne nabave (otvoreno 19. prosinca 2008., zatvoreno 30. lipnja 2010.) - jedino poglavlje od predviđenih osam koje je Hrvatska otvorila na sastanku bilateralne međuvladine konferencije 19. prosinca 2008. Ostalih 7 predviđenih poglavlja za otvaranje blokirala je Slovenija, zbog međudržavnog spora oko razgraničenja na kopnu i moru.

- Poglavlje 6. – Pravo trgovačkih društava (otvoreno 26. lipnja 2007., zatvoreno 2. listopada 2009.) – Ovo poglavlje sastojalo se iz tri dijela: pravo trgovačkih društava u užem smislu, računovodstvo i revizije. U prvom dijelu, koji se sastojao od pravila o osnivanju, registraciji, spajanju i dijeljenju tvrtki, RH je bila najviše usklađena. Tijekom 2003. godine kada su izvršene zadnje izmjene hrvatskog zakonodavstva u tom području, usklađenost je bila potpuna, ali se u međuvremenu mijenjala europska pravna stečevina, pa je treba mijenjati neke stvari. U ostala dva dijela ovog poglavlja Hrvatska je imala više posla. Morala je prihvatiti međunarodne računovodstvene standarde, na čemu se u EU inzistiralo jer su bitni za unutarnje tržište. Kod revizije je Hrvatska morala mijenjati odredbe koje diskriminiraju državljane EU-a u odnosu na hrvatske. Diskriminacija se odnosila na hrvatski propis koji je nalagao da revizor može biti samo hrvatski državljanin ili da mora nostrificirati diplomu, što se kosilo s odredbama o slobodi kretanja radnika. Republika Hrvatska nije tražila trajna izuzeća, niti prijelazna razdoblja za provedbu pravne stečevine EU obuhvaćene ovim poglavljem.

- Poglavlje 7. – Pravo intelektualnog vlasništva (otvoreno 29. ožujka 2007., zatvoreno 19. prosinca 2008.) – Ovo poglavlje je uređivalo dio ekonomije koji je utemeljen na znanju i inovacijama. Ovo dosta opsežno poglavlje obuhvaćalo je autorsko pravo u umjetnosti i znanosti, zatim pravo industrijskog vlasništva poput patenata, žigova ili oznaka zemljopisnog podrijetla. Do početka otvaranja ovog poglavlja Hrvatska je već postigla visoku razinu usklađenosti, ali je za zatvaranje ovog poglavlja Hrvatska dobila dva mjerila: dovršetak usklađivanja zakonodavstva i uspostava potrebnih mehanizama za provođenje tog zakonodavstva.

- Poglavlje 8. - Tržišno natjecanje (otvoreno 30. lipnja 2010., zatvoreno 30. lipnja 2011.) –

- Poglavlje 9. – Financijske usluge (otvoreno 20. lipnja 2007., zatvoreno 27. studenog 2009.) - Ovo poglavlje je obuhvaćalo područja bankarstva, osiguranja i vrijednosnih papira. U ovom poglavlju acquis je bio dosta opsežan, pa je Hrvatska imala dosta posla na zakonskom usklađivanju.

- Poglavlje 10. – Informacijsko društvo i mediji (otvoreno 26. lipnja 2007., zatvoreno 19. prosinca 2008.) – U ovom poglavlju Europska pravna stečevina sadržava propise o elektroničkim komunikacijama, uslugama informacijskog društva i audiovizualnim uslugama. Kako bi se stvorilo jedinstveno tržište EU-a na kojem djeluju slobodni tržišni operateri, Hrvatska se u području audiovizualne politike morala uskladiti s europskom direktivom o televiziji bez granica. Ta direktiva propisuje minimalne standarde kojima se uređuju pitanja zaštite mladih, ljudskog dostojanstva, reklamiranja i slično. Republika Hrvatska nije tražila trajna izuzeća, niti prijelazna razdoblja za provedbu pravne stečevine EU obuhvaćene ovim poglavljem.

- Poglavlje 11. - Poljoprivreda i ruralni razvitak (otvoreno 2. listopada 2009., zatvoreno 19. travnja 2011.) -

- Poglavlje 12. - Sigurnost hrane, veterinarska i fitosanitarna politika (otvoreno 2. listopada 2009., zatvoreno 27. srpnja 2010.) -

- Poglavlje 13. - Ribarstvo (otvoreno 19. veljače 2010., zatvoreno 6. lipnja 2011.) -

- Poglavlje 14. – Prometna politika (otvoreno 21. travnja 2008., zatvoreno 5. studenog 2010.) – jedno od prva dva poglavlja otvorenih za vrijeme slovenskog predsjedanja Europskom unijom. Hrvatska je u poglavlju Prometna politika za liberalizaciju teretnog željezničkog prometa zatražila prijelazno razdoblje do 31. prosinca 2012., s tim da bi išla na postupnu liberalizaciju od 33 posto svake godine, počevši od 2010. Europska unija je sa svoje strane tražila prijelazno razdoblje glede kabotaže u cestovnom teretnom prijevozu. Hrvatska je za obvezu dobila: uvođenje digitalnih tahografa u cestovnom prometu; poboljšanje kakvoće brodova koji plove pod hrvatskom zastavom; uspostavljanje sposobnog i učinkovitog željezničkog regulatora; ratificiranje Sporazuma o zajedničkom europskom zračnom prostoru i primjena prve faze.

- Poglavlje 15. – Energetika (otvoreno 21. travnja 2008., zatvoreno 27. studenog 2009.) – jedno od prva dva poglavlja otvorenih za vrijeme slovenskog predsjedanja Unijom. Hrvatska je zatražila dva prijelazna razdoblja. Prvo je da se do 31. srpnja 2012. odgodi obveza čuvanja minimalnih zaliha sirove nafte u količini 90-dnevne zalihe, jer Hrvatska mora za to stvoriti logističke pretpostavke. Drugi zahtjev odnosi se na električnu energiju gdje je Hrvatska, zbog svog vrlo specifičnog položaja, tražila prijelazno razdoblje do 31. prosinca 2018. Hrvatska je tražila privremeno izuzeće od Uredbe 1228/2003, kojom se reguliraju kriteriji za pristup mreži za prekograničnu trgovinu električnom energijom. Hrvatska traži rezervaciju prekograničnog prijenosnog kapaciteta u uvoznom smjeru za potrebe domaćih kupaca u iznosu od 1.000 megavata na svim granicama. Hrvatska je za obvezu dobila: prihvaćanje novog zakona o rudarstvu: primjena direktive EU o unutarnjem europskom tržištu električnom energijom i plinom; usklađivanje s ciljem EU-a da se do 2020. godine 20 posto struje proizvede iz obnovljivih izvora; dokazivanje sposobnosti u provođenju zakona o nuklearnoj sigurnosti.

- Poglavlje 16. - Porezi (otvoreno 2. listopada 2009., zatvoreno 30. lipnja 2010.) -

- Poglavlje 17. – Ekonomska i monetarna politika (otvoreno 20. prosinca 2006., zatvoreno 19. prosinca 2008.) – U ovom poglavlju obuhvaćena su posebna pravila koja zahtijevaju neovisnost središnjih banaka i zabranu tim bankama da izravno financiraju javni sektor. Hrvatska je već u tom trenutku morala početi s pripremama uvođenja eura, iako će od njenog ulaska u EU do uvođenja zajedničke valute morati proći još neko vrijeme.

- Poglavlje 18. – Statistika (otvoreno 26. lipnja 2007., zatvoreno 2. listopada 2009.) – Ovo je vrlo opsežno poglavlje koje sadrži oko 500 propisa. Ovo poglavlje je specifično jer je povezano s ostalim poglavljima, jer producira podatke za njih. U području statistike pravna stečevina Europske unije traži prihvaćanje temeljnih načela poput nepristranosti, pouzdanosti, transparentnosti, povjerljivosti individualnih podataka i diseminacije službene statistike. Ovo poglavlje također obuhvaća metodologiju, klasifikacije i postupak prikupljanja podataka u raznim područjima, kao što su statistička infrastruktura, makroekonomska statistika, statistika cijena, poslovna statistika, demografska i socijalna politika, poljoprivredna statistika itd. Zakonodavstvo RH u ovom poglavlju je usklađeno do pola. Najveći je nedostatak neovisnost regionalnih statističkih ureda u odnosu na Državni zavod za statistiku (DZS) i slaba koordinirajuća uloga DZS u statističkom sustavu.

- Poglavlje 19. - Socijalna politika i zapošljavanje (otvoreno 17. lipnja 2008., zatvoreno 21. prosinca 2009.) - Ovo poglavlje, uz poglavlje broj 2, prvo je poglavlje koje je Hrvatska otvorila, a u kojem je bilo postavljeno mjerilo za otvaranje. Da bi zatvorila pregovore u poglavlju Socijalna politika i zapošljavanje, Hrvatska je trebala ispuniti dva mjerila. U prvom su se mjerilu tražile manje izmjene Zakona o radu i nešto veće izmjene u Zakonu o zaštiti zdravlja i sigurnosti na radu. U okviru drugog mjerila Hrvatska je morala donijeti krovni antidiskriminicijski zakon i Zakon o ravnopravnosti spolova. Kod svih tih zakona, morala se dokazati i zadovoljavajuća razina provedbe. Ovo je posljednje poglavlje koje je otvoreno za slovenskog predsjedavanja europskom unijom, a ukupno četvrto.

- Poglavlje 20. – Poduzetništvo i industrijska politika (otvoreno 20. prosinca 2006., zatvoreno 25. srpnja 2008.) – Industrijska politika EU-a teži povećanju konkurentnosti u industrijskom sektoru i stope zaposlenosti. Poglavlje se sastojalo uglavnom od političkih načela i komunikacija na horizontalnoj i sektorskoj razini. Bitan element je bila i državna potpora, te usklađenost pravila pomoći s pravilima EU.

- Poglavlje 21. – Trans-europske mreže (otvoreno 19. prosinca 2007., zatvoreno 2. listopada 2009.) – Ovo je novo poglavlje koje nije postojalo u ranijem krugu proširenja, a odnosilo se na suradnju unutar Europske unije na razvijanju energetskih i prometnih mreža. To je preduvjet za jačanje socijalne kohezije, ostvarivanja unutrašnjeg tržišta i homogenog razvitka. U zakonodavnom smislu, nije bilo puno posla na usklađivanju ovog poglavlja, jer se europska pravna stečevina svodi na samo jednu uredbu u kojoj su dana osnovna pravila za financijsko sudjelovanje EU-a u razvitku transeuropskih mreža. Od Hrvatske se očekivalo da se postupno uključi u programe infrastrukturnog razvitka EU.

- Poglavlje 22. - Regionalna politika i koordinacija strukturnih instrumenata (otvoreno 2. listopada 2009., zatvoreno 19. travnja 2011.) -

- Poglavlje 23. - Pravosuđe i temeljna ljudska prava (otvoreno 30. lipnja 2010., zatvoreno 30. lipnja 2011.) -

- Poglavlje 24. - Pravda, sloboda i sigurnost (otvoreno 2. listopada 2009., zatvoreno 22. prosinca 2010.) -

- Poglavlje 25. - Znanost i istraživanje (otvoreno 8. lipnja 2006.; zatvoreno 12. lipnja 2006.) – Ovo poglavlje, uz poglavlje Obrazovanje i kultura, je spadalo u jedno od najlakših, jer u njima nema puno europske pravne stečevine koje treba preuzeti u nacionalno zakonodavstvo. Upravo zbog toga se poglavlje privremeno zatvori u pravilu na istom sastanku na kojem se i otvori. Jedino što je Hrvatska trebala učiniti jest osigurati preduvjete za sudjelovanje u okvirnim programima EU-a za znanost i istraživanje.

- Poglavlje 26. – Obrazovanje i kultura (otvoreno 7. prosinca 2006.; zatvoreno 11. prosinca 2006.) – Ovo poglavlje otvoreno je i zatvoreno na istoj Međuvladinoj konferenciji za vrijeme finskog predsjedanja Europskom unijom. Bilo je jednim od lakših poglavlja zbog postojanja malog broje europske pravne stečevine koju nacionalno gospodarstvo treba usvojiti. Obrazovanje i kultura u nadležnosti su nacionalnih država. Europska unija nema zajedničku obrazovnu politiku, a njezina se uloga svodi na to da stvori sustav suradnje između država članica. Prema načelu supsidijarnosti, svaka zemlja članica zadržava punu odgovornost za sadržaj i kvalitetu svog obrazovnog sustava. U pravnoj stečevini EU-a postoji direktiva o obrazovanju djece radnika migranata iz članica EU-a, koju je Hrvatska već inkorporirala u svoje zakonodavstvo do stupanja u članstvo. Zatvaranjem ovog poglavlja, Hrvatska je razdvojila svoj proces pristupanja EU od turskog, koja je do tada zatvorila samo jedno poglavlje.

- Poglavlje 27. - Okoliš (otvoreno 19. veljače 2010., zatvoreno 22. prosinca 2010.) -

- Poglavlje 28. – Zaštita potrošača i zdravlja (otvoreno 12. listopada 2007., zatvoreno 27. studenog 2009.) – Prilikom otvaranja ovog poglavlja, Hrvatska je dobila četiri mjerila koje je morala ispuniti da bi zatvorila ovo poglavlje. Jedan dio je već u vrijeme otvaranja bio ispunjen, a preostala mjerila odnosila su se na usklađivanje s pravnom stečevinom u području kontrole duhana, a posebno se to odnosilo na veličinu natpisa o štetnosti cigareta na kutijama, koje mora zauzimati 30% površine kutije. Hrvatska je u ovom poglavlju u potpunosti prihvatila europsku pravnu stečevinu i nije tražila nikakva prijelazna razdoblja.

- Poglavlje 29. – Carinska unija (otvoreno 20. prosinca 2006., zatvoreno 2. listopada 2009.) – za ovo poglavlje pregovaračko stajalište dostavljeno je u listopadu 2006. godine i u tom poglavlju zakonodavstvo RH u velikoj je mjeri već bilo usklađeno s pravnom stečevinom EU, a Republika Hrvatska nastavila je s daljnjim usklađivanjem i jačanjem administrativne sposobnosti u ovom području. Carinske poslove obavljaju države članice koje imaju vanjske granice Europske unije i u trenutku ulaska Hrvatske u EU, taj će dio posla Hrvatska preuzeti od Slovenije i Mađarske.

- Poglavlje 30. – Vanjski odnosi (otvoreno 12. listopada 2007., zatvoreno 30. listopada 2008.) – Prilikom otvaranja ovog poglavlja uvedeno je jedno mjerilo u kojem se tražilo donošenje akcijskog plana za usklađivanje preostalog gospodarstva. Riječ je o usklađivanju bilateralnih trgovinskih ugovora s europskom pravnom stečevinom. Hrvatska je u ovom poglavlju u potpunosti prihvatila europsku pravnu stečevinu i nije tražila nikakva prijelazna razdoblja.

- Poglavlje 31. - Vanjska, sigurnosna i obrambena politika (otvoreno 30. lipnja 2010., zatvoreno 22. prosinca 2010.) -

- Poglavlje 32. – Financijski nadzor (otvoreno 26. lipnja 2007., zatvoreno 27. srpnja 2010.) – Ovo poglavlje je obuhvaćalo područja unutarnje revizije u tijelima državne uprave, vanjsku reviziju, zaštitu financijskih interesa EU-a i zaštitu od krivotvorenja. Cilj je osigurati pravilno korištenje novca poreznih obveznika. U ovom poglavlju Hrvatska je napravila najveći posao u području unutarnje revizije. Republika Hrvatska nije tražila trajna izuzeća, niti prijelazna razdoblja za provedbu pravne stečevine EU obuhvaćene ovim poglavljem.

- Poglavlje 33. – Financijske i proračunske odredbe (otvoreno 19. prosinca 2007., zatvoreno 30. lipnja 2011.) – Ovo poglavlje je pokrivalo uplatu države članice u zajednički europski proračun. U njemu nema direktiva koje je potrebno unositi u nacionalno zakonodavstvo i sastoji se samo od uredbi koje se izravno primjenjuju u svim državama članicama. Do stupanja u članstvo Hrvatska je bila dužna obaviti sve administrativne i tehničke pripreme za transfer sredstava koja pripadaju Uniji. Ovo se poglavlje u pravilu zatvara posljednje, neposredno prije potpisivanja pristupnog sporazuma.

- Poglavlje 34. - Institucije (otvoreno 5. studenog 2010., zatvoreno 5. studenog 2010.) - Ovo je tehničko poglavlje.

- Poglavlje 35. - Ostala pitanja (otvoreno 30. lipnja 2011., zatvoreno 30. lipnja 2011.)

#### Tijek pregovora
| Poglavlje                                                       | Procjena Europske komisije na početku pregovora | Trenutno stanje poglavlja prema Europskoj komisiji | Početak Screeninga | Završetak Screeninga | Poglavlje blokirano | Poglavlje odblokirano | Poglavlje otvoreno | Poglavlje zatvoreno |
| --------------------------------------------------------------- | ----------------------------------------------- | -------------------------------------------------- | ------------------ | -------------------- | ------------------- | --------------------- | ------------------ | ------------------- |
| 1. Sloboda kretanja roba                                        | Potrebno uložiti značajne i kontinuirane napore | Uglavnom usklađeno s pravnom stečevinom            | 16.1.2006.         | 24.2.2006.           | -                   | -                     | 25.7.2008.         | 19.4.2010.          |
| 2. Sloboda kretanja radnika                                     | Potrebno uložiti značajne i kontinuirane napore | Uglavnom usklađeno s pravnom stečevinom            | 19.7.2006.         | 11.9.2006.           | -                   | -                     | 17.6.2008.         | 2.10.2009.          |
| 3. Pravo poslovnog nastana i sloboda pružanja usluga            | Potrebno uložiti značajne i kontinuirane napore | Uglavnom usklađeno s pravnom stečevinom            | 21.11.2005.        | 20.12.2005.          | -                   | -                     | 26.6.2007.         | 21.12.2009.         |
| 4. Sloboda kretanja kapitala                                    | Potrebno uložiti određeni napor                 | Uglavnom usklađeno s pravnom stečevinom            | 25.11.2005.        | 22.12.2005.          | 12.2008.            | 10.2009.              | 2.10.2009.         | 5.11.2010           |
| 5. Javne nabave                                                 | Potrebno uložiti značajne i kontinuirane napore | Uglavnom usklađeno s pravnom stečevinom            | 7.11.2005.         | 28.11.2005.          | -                   | -                     | 19.12.2008.        | 30.6.2010.          |
| 6. Pravo trgovačkih društava                                    | Potrebno uložiti određeni napor                 | Uglavnom usklađeno s pravnom stečevinom            | 21.6.2006.         | 20.7.2006.           | 12.2008.            | 10.2009.              | 26.6.2007.         | 2.10.2009.          |
| 7. Pravo intelektualnog vlasništva                              | Ne očekuju se značajnije poteškoće              | Uglavnom usklađeno s pravnom stečevinom            | 6.2.2006.          | 3.3.2006.            | -                   | -                     | 29.3.2007.         | 19.12.2008.         |
| 8. Tržišno natjecanje                                           | Potrebno uložiti značajne i kontinuirane napore | Uglavnom usklađeno s pravnom stečevinom            | 8.11.2005.         | 2.12.2005.           | -                   | -                     | 30.6.2010.         | 30.06.2011.         |
| 9. Financijske usluge                                           | Potrebno uložiti značajne i kontinuirane napore | Uglavnom usklađeno s pravnom stečevinom            | 29.3.2006.         | 3.5.2006.            | -                   | -                     | 26.6.2007.         | 27.11.2009.         |
| 10. Informacijsko društvo i mediji                              | Ne očekuju se značajnije poteškoće              | Uglavnom usklađeno s pravnom stečevinom            | 12.6.2006.         | 14.7.2006.           | -                   | -                     | 26.7.2007.         | 19.12.2008.         |
| 11. Poljoprivreda i ruralni razvitak                            | Potrebno uložiti značajne i kontinuirane napore | Uglavnom usklađeno s pravnom stečevinom            | 5.12.2005.         | 26.1.2006.           | 12.2008.            | 10.2009.              | 2.10.2009.         | 19.4.2011.          |
| 12. Sigurnost hrane, veterinarstvo i fitosanitarni nadzor       | Potrebno uložiti značajne i kontinuirane napore | Uglavnom usklađeno s pravnom stečevinom            | 9.3.2006.          | 28.4.2006.           | 12.2008.            | 10.2009.              | 2.10.2009.         | 27.7.2010.          |
| 13. Ribarstvo                                                   | Potrebno uložiti određeni napor                 | Uglavnom usklađeno s pravnom stečevinom            | 24.2.2006.         | 31.3.2006.           | 12.2008.            | 2.2010.               | 19.2.2010.         | 6.6.2011.           |
| 14. Prometna politika                                           | Potrebno uložiti određeni napor                 | Uglavnom usklađeno s pravnom stečevinom            | 26.6.2006.         | 28.9.2006.           | -                   | -                     | 21.4.2008.         | 5.11.2010.          |
| 15. Energetika                                                  | Potrebno uložiti određeni napor                 | Uglavnom usklađeno s pravnom stečevinom            | 15.5.2006.         | 16.6.2006.           | -                   | -                     | 21.4.2008.         | 27.11.2009.         |
| 16. Porezi                                                      | Potrebno uložiti značajne i kontinuirane napore | Uglavnom usklađeno s pravnom stečevinom            | 6.6.2006.          | 12.7.2006.           | 12.2008.            | 10.2009.              | 2.10.2009.         | 30.6.2010.          |
| 17. Ekonomska i monetarna unija                                 | Ne očekuju se značajnije poteškoće              | Uglavnom usklađeno s pravnom stečevinom            | 16.2.2006          | 23.3.2006            | -                   | -                     | 21.12.2006         | 19.12.2008          |
| 18. Statistika                                                  | Ne očekuju se značajnije poteškoće              | Uglavnom usklađeno s pravnom stečevinom            | 19.6.2006.         | 18.7.2006.           | 12.2008.            | 10.2009.              | 26.6.2007.         | 2.10.2009.          |
| 19. Socijalna politika i zapošljavanje                          | Potrebno uložiti značajne i kontinuirane napore | Uglavnom usklađeno s pravnom stečevinom            | 8.2.2006.          | 22.3.2006.           | -                   | -                     | 17.6.2008.         | 21.12.2009.         |
| 20. Poduzetništvo i industrijska politika                       | Ne očekuju se značajnije poteškoće              | Uglavnom usklađeno s pravnom stečevinom            | 27.3.2006.         | 5.5.2006.            | -                   | -                     | 21.12.2006.        | 25.7.2008.          |
| 21. Trans-europske mreže                                        | Ne očekuju se značajnije poteškoće              | Uglavnom usklađeno s pravnom stečevinom            | 30.6.2006.         | 29.9.2006.           | 12.2008.            | 10.2009.              | 19.12.2007.        | 2.10.2009.          |
| 22. Regionalna politika i koordinacija strukturnih instrumenata | Potrebno uložiti značajne i kontinuirane napore | Uglavnom usklađeno s pravnom stečevinom            | 11.9.2006.         | 10.10.2006.          | 12.2008.            | 10.2009.              | 2.10.2009.         | 19.4.2011.          |
| 23. Pravosuđe i temeljna ljudska prava                          | Potrebno uložiti značajne i kontinuirane napore | Uglavnom usklađeno s pravnom stečevinom            | 6.9.2006.          | 13.10.2006.          | -                   | -                     | 30.6.2010.         | 30.06.2011.         |
| 24. Pravda, sloboda i sigurnost                                 | Potrebno uložiti značajne i kontinuirane napore | Uglavnom usklađeno s pravnom stečevinom            | 23.1.2006.         | 15.2.2006.           | 12.2008.            | 10.2009.              | 2.10.2009.         | 22.12.2010.         |
| 25. Znanost i istraživanje                                      | Ne očekuju se značajnije poteškoće              | Uglavnom usklađeno s pravnom stečevinom            | 20.10.2005.        | 14.11.2005.          | -                   | -                     | 12.6.2006.         | 12.6.2006.          |
| 26. Obrazovanje i kultura                                       | Ne očekuju se značajnije poteškoće              | Uglavnom usklađeno s pravnom stečevinom            | 26.10.2005.        | 16.11.2005.          | -                   | -                     | 11.12.2006.        | 11.12.2006.         |
| 27. Okoliš                                                      | Potrebno uložiti velike napore                  | Uglavnom usklađeno s pravnom stečevinom            | 3.4.2006.          | 2.6.2006.            | 12.2008.            | 2.2010.               | 19.2.2010.         | 22.12.2010.         |
| 28. Zaštita potrošača i zdravlja                                | Potrebno uložiti određeni napor                 | Uglavnom usklađeno s pravnom stečevinom            | 8.6.2006.          | 11.7.2006.           | -                   | -                     | 12.10.2007.        | 27.11.2009.         |
| 29. Carinska unija                                              | Potrebno uložiti određeni napor                 | Uglavnom usklađeno s pravnom stečevinom            | 31.1.2006.         | 14.3.2006.           | 12.2008.            | 10.2009.              | 21.12.2006.        | 2.10.2009.          |
| 30. Vanjski odnosi                                              | Ne očekuju se značajnije poteškoće              | Uglavnom usklađeno s pravnom stečevinom            | 10.7.2006.         | 13.9.2006.           | -                   | -                     | 12.10.2007.        | 30.10.2008.         |
| 31. Vanjska, sigurnosna i obrambena politika                    | Ne očekuju se značajnije poteškoće              | Uglavnom usklađeno s pravnom stečevinom            | 14.9.2006.         | 6.10.2006.           | 12.2008.            | 4.2010.               | 30.6.2010.         | 22.12.2010.         |
| 32. Financijski nadzor                                          | Potrebno uložiti određeni napor                 | Uglavnom usklađeno s pravnom stečevinom            | 18.5.2006.         | 30.6.2006.           | -                   | -                     | 26.6.2007.         | 27.7.2010.          |
| 33. Financijske i proračunske odredbe                           | Ne očekuju se značajnije poteškoće              | Uglavnom usklađeno s pravnom stečevinom            | 6.9.2006.          | 4.10.2006.           | -                   | -                     | 19.12.2007.        | 30.06.2011.         |
| 34. Institucije                                                 | Ništa nije potrebno za usvajanje                | -                                                  | -                  | -                    | -                   | -                     | -                  | 5.11.2010.          |
| 35. Ostala pitanja                                              | Ništa nije potrebno za usvajanje                | -                                                  | -                  | -                    | -                   | -                     | -                  | 30.06.2011.         |
| Trenutna situacija                                              |                                                 |                                                    |                    |                      |                     |                       | 33 od 33           | 33 od 33            |

Izvor informacija: 

## Izvješća o napretku

### Prvo izvješće o napretku
Početkom studenog 2005. godine, Europska komisija je objavila prvo izvješće o napretku Hrvatske o ispunjavanju uvjeta za članstvo. Ovo izvješće obuhvaća razdoblje od travnja 2004. do rujna 2005. godine, a u njemu je ocijenjeno da nema velikih teškoća u ispunjavanju političkih kriterija, te da je Hrvatska zemlja s djelotovornim tržišnim gospodarstvom koja će se, ako nastavi s reformama, uspješno nositi s europskom konkurencijom. Pozitivni pomaci utvrđeni su u položaju nacionalnih manjina, sudstva i regionalne suradnje. Naglašeno je i da treba više raditi na suzbijanju korupcije, iako postoje napredak u tom području. 
U pogledu ispunjavanja obveza za članstvo, napredak se ocjenjuje u 33 poglavlja. Od tih poglavlja Hrvatska je napredovala u poglavljima: Sloboda kretanja robe, Javne nabave, Informacijsko društvo, Obrazovanje i kultura, Vanjska, sigurnosna i obrambena politika. Područja u kojima je potrebno uložiti dodatne napore podijeljena su u tri skupine:
- Potreban pojačan napor – obuhvaća poglavlja: Slobodno kretanje kapitala, Pravo trgovačkih društava, Informacijsko društvo i mediji, Ribarstvo, Promet, Energetika, Zaštita zdravlja i potrošača, Carinska unija i Financijska kontrola.
- Potreban znatan i neprekidan napor – obuhvaća poglavlja: Slobodno kretanje roba, Javna nabava, Slobodno kretanje radnika, Pravo poslovnog nastana, Sloboda pružanja usluga, Financijske usluge, Politika tržišnog natjecanja, Poljoprivreda i ruralni razvoj, Sigurnost hrane, Porezi, Socijalna politika i zapošljavanje, Regionalna politika, Pravosuđe i temeljna prava, Pravda, sloboda i sigurnost
- Potrebno uložiti vrlo velike napore – obuhvaća područje zaštite okoliša

Spomenut je i slučaj genarala Ante Gotovine, koji još nije bio uhićen i predan međunarodnom sudu za ratne zločine na prostoru bivše Jugoslavije u Haagu i neizravno je dano do znanja da je puna suradnja s ovim sudom uvjet za daljim nastavkom pregovora.

### Drugo izvješće o napretku
Drugo izvješće o napretku Hrvatske koji objavljuje Europska komisija, objavljeno je 8. studenog 2006. godine. Istaknuto je da Hrvatska napreduje u mnogim područjima, ali da je to napredovanje sporo. Posebno se to odnosi na povratak izbjeglica i prava nacionalnih manjina. Ustanovljeno je da je Hrvatska zemlja s djelotvornim tržišnim gospodarstvom, niskom inflacijom i stabilnim tečajem. Najviše je zamjereno Hrvatskoj sporost u suzbijanju korupcije, veliki vanjski dug, trgovački deficit, te spora strukturna reforma. Sveukupno je ocijenjeno da je Republika Hrvatska unaprijedila sposobnost preuzimanja obveza koje proizlaze iz članstva i da pojačane napore mora uložiti u poglavlja: Slobodno kretanje kapitala, Politika tržišnog natjecanja, Poljoprivreda, Pravda sloboda i sigurnost, Pravosuđe i Okoliš.

### Treće izvješće o napretku[5]
Europska komisija je svoje treće izvješće o napretku Hrvatske objavila 6. studenog 2007. godine u kojem je ocijenjeno da pregovori s Hrvatskom dobro napreduju i da dolaze u konačnu fazu. Kao i u prethodnom izvješću, od Hrvatske se traži pojačan napor u poboljšanju statusa manjinskih prava i povratka izbjeglica. Hrvatska je još jednom upozorena na vanjski deficit koji bi mogao utjecati na makroekonomsku stabilnost, koja je označena kao stabilna, uključujući i nisku inflaciju. I u ovom izvješću hrvatskog je gospodarstvo ocijenjeno kao funkcionalno tržišno, koje bi se moglo nositi s europskom konkurencijom, pod uvjetom da se provedu reforme koje će smanjiti strukturne slabosti. Hrvatska još uvijek ne bilježi znatan napredak u području javne uprave i u borbi protiv korupcije.

### Četvrto izvješće o napretku[6]
Četvrto izvješće o napretku Hrvatske, Europska komisija je objavila 5. studenog 2008., a obuhvaćeno je razdoblje od 1. listopada 2007. do 3. listopada 2008. godine. Ocijenjeno je da je ostvaren napredak u reformi državne uprave, ali da su pravni temelji za izgradnju moderne i stručne države još nepotpuni. Reforme u pravosuđu se nastavljaju, ali relativno sporim tempom. Ista situacija je i s korupcijom. Iako je ostvaren određeni napredak, korupcija je i dalje vrlo raširena, a administrativni kapaciteti državnih tijela za borbu protiv korupcije i dalje su nedostatni. Što se tiče ljudskih prava, ocijenjeno je da se u Hrvatskoj poštuje međunarodni zakon o ljudskim pravima, uz neke specifične nedostatke vezane uz dužinu trajanja postupaka i nedostatke pravosudnog sustava. Bilo je i prigovora na provedbu antidiskriminacijskog zakona, jer razina zaštite od diskriminacije i sudsko procesuiranje nije u skladu s normama EU. Ustanovljeno je da postoji napredak kada je riječ o provedbi Ustavnoga zakona o pravima nacionalnih manjina, ali glavni nedostatak i dalje je nedovoljna zastupljenost manjina u državnoj upravi, pravosuđu i policiji. U području regionalne suradnje i međunarodnih obveza ocijenjeno je da Hrvatska i dalje surađuje s Međunarodnim sudom u Haagu, ali da nisu dostavljeni svi spisi koji se od Hrvatske traže. Nije bilo velikih zamjerki za odnose Hrvatske s državama iz okruženja. I u ovom izvješću hrvatsko gospodarstvo je ocijenjeno kao funkcionalno tržišno s ukupnom trgovinom roba i usluga većom od 100% BDP-a.

### Peto izvješće o napretku[7]
Peto izvješće o napretku Hrvatske objavljeno je 14. listopada 2009., a obuhvaća razdoblje od početka listopada 2008. do sredine rujna 2009. godine. Između ostalog, ocijenjeno je da je provedba Sporazuma o stabilizaciji i pridruživanju bila neujednačena. Hrvatska nije u pojedinim poglavljima napredovala u skladu s planovima, što se prvenstveno odnosi na poglavlja Pravosuđe i temeljna ljudska prava, Tržišno natjecanje i Prometna politika. Ukazano je i na sporost reforme državne uprave i reformi u pravosuđu, iako su primjetni pomaci. Najveći problemi Hrvatske su i dalje korupcija, koja je i dalje raširena, a instrumenti za njezino suzbijanje ne provode se s dovoljno odlučnosti, osobito kad je riječ o korupciji u politici. Usmjerava se pozornost i na nedovoljno kažnjavanje ratnih zločina, kao i na mnogobrojne probleme manjinskih zajednica, posebice Srba i Roma. 
Što se tiče susjedskih odnosa, najbolje su ocijenjeni odnosi s Italijom i Mađarskom. Odnosi s BiH su stabilni, ali opterećeni raznim trgovačkim odnosima. Najveći napredak ostvaren je u odnosima s Crno Gorom, a napredak u odnosima sa Srbijom pogoršan je oštrim retorikama vezane za slučajeve pred Međunarodnim sudom pravde u Den Haagu. Najlošije su ocijenjeni odnosi sa Slovenijom, na što je najviše utjecalo neriješeno granično pitanje.

## Prepreke i problemi
Hrvatska se, prema Mišljenju Europske komisije (Avis), ocjenjivala kao funkcionalna demokracija sa stabilnim institucijama koje garantiraju vladavinu prava. Nisu postojali veći problemi vezani uz poštovanje osnovnih prava. Također ocjenjivala se zemljom s djelotvornom tržišnom ekonomijom, koja bi trebala biti u stanju nositi se s pritiscima konkurencije i tržišnih snaga unutar Unije. S druge strane, prigovori su bili da administrativni kapacitet nije ujednačen i da je potrebno poboljšati provedbu zakonodavstva. U vezi s tim, bilo je potrebno nastaviti s usklađivanjem zakonodavstva i u isto vrijeme jačati administrativne i pravosudne strukture potrebne za učinkovitu primjenu i provedbu pravne stečevine Zajednice.

### Državna uprava
Glavne kritike državnoj upravi su bile njezina glomaznost i tromost. Reforma državne uprave je tekla sporo. Pravni administrativni sustav u Hrvatskoj je bio složen i kompliciran, te ga je trebalo pojednostavniti. Veliki diskrecijski raspon je dovodio do neučinkovitosti i pravne nesigurnosti te pogodovao korupciji. Upravni sud nije mogao izvršiti tadašnji opseg posla na revidiranju upravnih odluka. Također jedna od kritika je bila i nerazvijenost lokalne i područne samouprave, te slaba decentralizacija.

### Stanje u pravosuđu
Glavni problemi hrvatskog pravosudnog sustava su bili raširena neučinkovitost pravosudnog sustava i puno vremena potrebnog za donošenje i provođenje presuda, kao i slabosti glede odabira i obuke sudaca. Povrh toga, pred sudove se izlazilo s previše slučajeva koji bi se u načelu mogli riješiti i drugim sredstvima. Svi ti čimbenici zajedno su pridonosili vrlo velikom gomilanju neriješenih predmeta. Dodatni je problem bio taj što sudovi i dijelovi državne uprave nisu poštivali uvijek ili nisu izvršavali pravodobno odluke viših sudova. Osim toga, postojali su određeni problemi u uspostavi neovisnog sudstva. Ti problemi uzrok su bili što prava građana nisu u potpunosti sudski zaštićena u skladu s ustavnim odredbama. 
Strukturalna reforma hrvatskog pravosudnog sustava započela je Vladinim usvajanjem dokumenta "Reforma pravosudnog sustava" 2002. i Operativnog plana usvojenog u srpnju 2003.
U svom Izvješću o napretku za 2006. godinu, Europska komisija konstatira da je reforma tek u početnoj fazi, a pravosudni sustav i dalje trpi ozbiljne nedostatke. Glavne su kritike da treba poduzeti puno više aktivnosti kako bi se smanjio još uvijek velik broj neriješenih predmeta, skratilo trajanje sudskih postupaka, poboljšalo vođenje predmeta, racionalizirala mreža sudova, uključujući i zatvaranje sudova, osiguralo pravilno provođenje sudskih presuda i izvršila reforma pravne pomoći. Kako bi se osigurala nepristranost, potrebno je poboljšati postupke imenovanja, obuke i stegovne postupke za sudske dužnosnike. Hrvatska još nema neovisan, nepristran, transparentan i učinkovit pravosudni sustav, čija će uspostava biti važan pokazatelj hrvatske spremnosti za eventualno članstvo i preduvjet za uspješnu provedbu pravne stečevine.

### Korupcija
Korupcija predstavlja ozbiljan problem. Mnoge optužbe za korupciju su ostajale neistražene, a slučajevi korupcije obično su prolazili nekažnjeno. Provedba antikorupcijskog programa nalazila se tek u početnoj fazi. Potrebna je bila potpuna provedba programa i snažna politička volja za jačanjem aktivnosti, posebno kada je riječ o korupciji na visokoj razini.
U svom Izvješću o napretku za 2006. godinu Europske komisije stoji da je potrebno jačanje aktivnosti na proaktivnom sprječavanju, otkrivanju i djelotvornom gonjenju korupcije. Potrebno je podići svijest o korupciji kao o ozbiljnom kaznenom djelu, dok USKOK i ostala tijela uključena u antikorupcijski program trebaju dodatno ojačati i poboljšati međusobnu koordinaciju.

### Suradnja sa sudom u Haagu
Jedna od glavnih prepreka za otvaranje pregovora, a time i ulazak u punopravno članstvo Europske unije bila je suradnja s Međunarodnim kaznenim sudom za bivšu Jugoslaviju (Haaški sud). Hrvatskoj se nametnula krivnja za Domovinski rat s kraja 20. stoljeća i izjednačavalo ju se s agresorom, što je politički vrh, kao i sam narod teško prihvaćao. Da bi se Hrvatska pridružila europskoj obitelji, morala je predati ratnu dokumentaciju, spise s oznakom “vojna tajna” i izručiti cjelokupan zapovjedni lanac koji je sudjelovao u ratnim operacijama. Dugo se Hrvatskoj spočitavala nesuradnja s Haaškim sudom, uzrokovana ponajviše neizručivanjem generala Ante Gotovine. Nakon njegovog izručivanja, Hrvatskoj je upaljeno zeleno svjetlo i 3. listopada 2005. godine ustanovljeno je da Hrvatska u potpunosti surađuje s Haškim sudom. Slijedom toga, istoga dana i službeno su otvoreni pregovori s Hrvatskom o punopravnom članstvu, ali ovo pitanje će praktički do kraja povlačiti Velika Britanija i Nizozemska blokirajući tako završetak pregovora sve do američkog političkog pritiska na London zbog tamošnjih nerealnih stajališta što je rezultiralo uspješnim završetkom pregovora Hrvatske s Europskom unijom

### Prava nacionalnih manjina
Jedna od kritika je bila spora provedba Ustavnog zakona o pravima nacionalnih manjina. Najveći problemi su bili premala zastupljenost manjina u državnoj upravi, pravosuđu i policiji. 
U svim donesenim Mišljenjima, jedna od kritika Hrvatskoj je bila i spora provedba Ustavnog zakona o pravima nacionalnih manjina. Ratni sukobi, etnonacionalizam i tranzicijski problemi hrvatskog društva učinili su praktično problematičnom temu pozicioniranja nacionalnih manjina u hrvatskom društvu. Najveći problemi su premala zastupljenost manjina u državnoj upravi, pravosuđu i policiji. Postoje i stvarne prepreke za povratak srpskih izbjeglica, trajno neprijateljstvo u određenim područjima, izraženi nacionalistički sukobi u kojima su Srbi bili većinsko stanovništvo prije Domovinskog rata, kao i pitanja stambenog zbrinjavanja, koja se uglavnom odnose na bivše nositelje stanarskog prava koji ne mogu još uvijek ostvariti povrat svoje, prije rata, stečene imovine. Pozitivan pomak se primjećuje u položaju romske nacionalne manjine u Hrvatskoj iako se Romska populacija susreće s brojnim problemima u Hrvatskoj. Dva najveća, ujedno i međusobno povezana, su problem državljanstva i problem zapošljavanja. Oni Romi koji bi mogli raditi, ako nemaju državljanstvo ne mogu se zaposliti, a njihova djeca ne mogu pohađati školu, nemaju pravo na socijalnu skrb i zaštitu.
Polako se popravlja položaj romske manjine.

### Odnosi sa Slovenijom
Jedan od problema koji je trebao biti sporedan u procesu pregovora pokazao se kao jedna velika kočnica na hrvatskom putu. Problemi sa susjednom Slovenijom u vezi razgraničenja na kopnu i moru jačali su vremenom kako su tekli pregovori. Ključan problem za Sloveniju je bila granica Hrvatske u Savudrijskoj vali (sl. Piranski zaliv) za koji je Slovenija smatrala da joj, po načelu pravičnosti, pripada u cijelosti. Iz tog problema proizašao je i drugi, na koji je još više stavljan naglasak kad je Slovenija preuzela predsjedanje Europskom unijom u siječnju 2008., a to je pitanje ZERP-a. Prema slovenskom mišljenju Hrvatska nije mogla proglasiti taj pojas dok se ne riješi granično pitanje na moru, dok je Hrvatska ne obazirući se na savjete Europske unije taj pojas ipak aktivirala 1. siječnja 2008. Susjedna Italija, koje se također taj pojas ticao, pružila je podršku Sloveniji iako sama nije upućivala nikakve prijetnje u vidu blokade ulaska u Europsku uniju poput Slovenije. Stav Europske unije je bio jasan, bezrezervna potpora Sloveniji kao članici Unije, ali je ipak upućen nalog Ljubljani da se to pitanje riješi u vidu dobrosusjedskih odnosa, a ne da se stvara problem između Hrvatske i Europske unije, kako je to Slovenija htjela prikazati.
Odnosi sa Slovenijom, koji do raspada bivše Jugoslavije nisu nikada bili loši, bivali su sve gori kako su se bližili parlamentarni izbori, kako u jednoj, tako i u drugoj zemlji. Nacionalističke stranke u Sloveniji potpirivale su netrpeljivost prema Hrvatima sve glasnijim isticanjem problema s Hrvatskom, preuveličavajući ih, čak i stvaranjem novih. Jedan od takvih bila je i najava raspisivanja referenduma na kojem će se građani te zemlje moći odlučiti žele li Hrvatsku u Europskoj uniji ili ne. Iako te stranke nisu imale za potporu natpolovičnu većinu glasačkog tijela, takvi potezi iz Slovenije su uvelike narušavali već poljuljane odnose. Svi ti problemi rezultirali su time da je na dan 19. prosinca 2008. Slovenija blokirala otvaranje osam i privremeno zatvaranje tri poglavlja, što je značajno odgodilo predviđeni ulazak Hrvatske u EU, i dodatno narušilo sve gore međusobne odnose.
Ministar vanjskih poslova Samuel Žbogar slovenskoj je javnosti 19. prosinca otkrio dokumente iz sedam poglavlja o kojima Hrvatska pregovara s Europskom unijom, a koji su glavni razlog slovenske blokade hrvatskih pregovora. Radilo se o dokumentima u poglavlju Poljoprivreda, Sigurnost hrane, veterinarstvo i fitosanitarna politika, Oporezivanje, Mrežne infrastrukture, Regionalne politike i strukturnih instrumenata, Prava, slobode i sigurnosti te Okoliša.
- U poglavlju Poljopriveda izričito su, kao hrvatska, navedena sporna naselja na lijevoj obali Dragonje (Škrile, Bužin, Škudelini i Veli Mlin).
- U Sigurnoj prehrani, sporno je bilo hrvatsko pozivanje na pomorski zakonik, koji spominje epikontinentalni pojas u Jadranskom moru.
- U poglavlju o Oporezivanju izričito je naveden granični prijelaz Plovanija, odnosno privremena granična točka kraj Sečovlja, za koju je 1994. tadašnji premijer Nikica Valentić izričito i pisano potvrdio da ne prejudicira granicu.
- U Infrastrukturi, priložene su bile karte s ucrtanom morskom granicom.
- U Regionalnoj politici, sporan je bio interventni plan u slučaju onečišćenja mora, koji spominje ZERP, a priložena je i karta s ucrtanom granicom.
- U poglavlju Prava priloženi su dokumenti koji su navodili granične prijelaze, naveden je prijelaz Plovanija, te navedene katastarske parcele iz katastra koji je nastao nakon 25. lipnja 1991. godine.
- U poglavlju Okoliš, spominje se ZERP te je priložena karta s ucrtanom morskom granicom.

## Struktura za pregovore o pristupanju Republike Hrvatske
Vlada Republike Hrvatske je 7. travnja 2005. godine donijela Odluku o uspostavljanju struktura za pregovore o pristupanju Republike Hrvatske Europskoj uniji. Tom Odlukom predviđena su tijela za vođenje pregovora i sklapanje Ugovora o pristupanju Republike Hrvatske Europskoj uniji.
To su bila sljedeća tijela:
- Državno izaslanstvo Republike Hrvatske za pregovore o pristupanju Republike Hrvatske Europskoj uniji. Državno izaslanstvo su sačinjavali:
  - voditelj Državnog izaslanstva (po funkciji to je bio ministar vanjskih poslova i europskih integracija) - Gordan Jandroković
  - zamjenik voditelja Državnog izaslanstva i glavni pregovarač - Vladimir Drobnjak
  - zamjenici glavnog pregovarača - Ivana Maletić i Boris Vujčić
  - šef Misije Republike Hrvatske pri Europskim zajednicama - Branko Baričević
  - tajnica Pregovaračke skupine - Dubravka Vlašić-Pleše

- Koordinacija za pregovore je bilo privremeno međuresorno radno tijelo Vlade Republike Hrvatske koje je raspravljalo o svim pitanjima u vezi pregovora o pristupanju Republike Hrvatske Europskoj uniji.

- Pregovaračka skupina[9] za vođenje pregovora o pristupanju Republike Hrvatske Europskoj uniji - sačinjavali su je:
  - Glavni pregovarač;
  - Zamjenici glavnog pregovarača;
  - Članovi Pregovaračke skupine zaduženi za pojedina poglavlja pregovora – pravne stečevine Europske unije;
  - Šef Misije Republike Hrvatske pri Europskim zajednicama;
  - Tajnik Pregovaračke skupine.

Članovi Pregovaračke skupine su pružali stručnu potporu glavnom pregovaraču u pregovorima, sudjelovali u pregovorima po nalogu glavnog pregovarača, koordinirali rad radnih skupina za pripremu pregovora po pojedinim poglavljima pregovora – pravne stečevine Europske unije, surađivali s europskim koordinatorima tijela državne uprave, odgovorni su bili za izradu prijedloga pregovaračkih stajališta te odgovarajućih izvješća.
- Radne skupine za pripremu pregovora po pojedinim poglavljima pregovora – pravne stečevine Europske unije - sudjelovale su u analitičkom pregledu i ocjeni usklađenosti zakonodavstva (screening), te u izradi nacrta prijedloga pregovaračkih stajališta, uz potporu tijela državne uprave ili drugih tijela određenih nositeljima pojedinog poglavlja pravne stečevine Europske unije i europskog koordinatora tog tijela.[10]

- Ured glavnog pregovarača - ured je pružao stručnu, tehničku i administrativnu pomoć glavnom pregovaraču. Zbog specifičnosti posla i sukladno djelovanju glavnog pregovarača, djelovao je pri Vladi Republike Hrvatske i pri Misiji Republike Hrvatske pri Europskim zajednicama. Njegovim radom upravljao je voditelj Ureda.[11]

- Tajništvo Pregovaračke skupine - je pružalo stručnu, tehničku i administrativnu pomoć Državnom izaslanstvu, Pregovaračkoj skupini i radnim skupinama za pripremu pregovora po pojedinim poglavljima pregovora – pravne stečevine Europske unije. Tajništvo je koordiniralo zadaće i poslove koji su proizlazili iz pregovora, pripremalo analitički pregled i ocjenu usklađenosti zakonodavstva (screening) i izrađivalo izvješća o njegovom tijeku, kao i tijeku pregovora te obavljalo i sve druge tehničke i administrativne poslove vezane uz pregovore.[12]

Nacionalni odbor je bilo posebno radno tijelo Hrvatskoga sabora koje je nadgledalo i ocjenjivalo tijek pregovora, te davalo mišljenje i smjernice u ime Hrvatskoga sabora. Odbor se sastojao od zastupnika Hrvatskoga sabora, predstavnika Ureda Predsjednika Republike Hrvatske, akademske zajednice, udruga poslodavaca i sindikata. Na čelu Nacionalnog odbora nalazila se Vesna Pusić.

## Javno mnijenje u Hrvatskoj
Prema tvrdnjama Vladinih ustanova, istraživanja javnoga mnijenja o stavu Hrvata spram Europskoj uniji 2000. godine, opće mišljenje građana o Europskoj uniji bilo je uglavnom pozitivno (preko 55%), 77% građana je bilo za uključivanje u EU, protiv je bilo 8% građana, dok je 15% bilo neodlučno
| Ipsos Puls za MVEP | 20. siječnja 2011.                     | 840                        | 61%       | 28%       | 11%       |
| Ipsos Puls za Novu TV | 19. siječnja 2011.                     | 960                        | 60%       | 31%       | 9%        |
| Ipsos Puls Arhivirana inačica izvorne stranice od 23. siječnja 2012. (Wayback Machine) | 18. siječnja 2011.                     | 1000                       | 56%       | 33%       | 11%       |
| CRO Demoskop | 3. i 4. siječnja 2012.                 | 1300                       | 55,1%     | 33,3%     | 11,6%     |
| Ipsos Puls za Novu TV | 27. prosinca 2011.                     | 1000                       | 60%       | 33%       | 7%        |
| Ipsos Puls za Novu TV Arhivirana inačica izvorne stranice od 28. prosinca 2011. (Wayback Machine) | 25. studenog 2011.                     | 1000                       | 61%       | 32%       | 7%        |
| Ipsos Puls za Novu TV Arhivirana inačica izvorne stranice od 28. prosinca 2011. (Wayback Machine) | 25. listopada 2011.                    | 1000                       | 57%       | 36%       | 7%        |
| Ipsos Puls za Novu TV Arhivirana inačica izvorne stranice od 30. prosinca 2011. (Wayback Machine) | 26. rujna 2011.                        | 1000                       | 58%       | 31%       | 11%       |
| CRO Demoskop | 12. rujna 2011.                        | 1300                       | 56,1%     | 33,8%     | 10,1%     |
| | siječnja 2012.                         | 28002                      | 28,9%     | 61,5%     | 9,5%      |
| Business Knowledge Corporation[neaktivna poveznica] 3 | 8. – 15. siječnja 2012.                | 1942                       | 42,8%     | 57,2%     |           |
| [neaktivna poveznica] | studenoga 2011.                        | 28004                      |           | 68%       |           |
| CRO Demoskop Promocije Plus | 1. i 2. rujna 2011.                    | 1300                       | 56,1%     | 33,8%     | 10,1%     |
| Ipsos Puls za Delegaciju Europske unije u RH | 8. do 26. srpnja 2011., 6. rujna 2011. | 1010                       | 57%       | 37%       | 6%        |
| Ipsos Puls za Novu TV | 25. kolovoza 2011.                     | 1000                       | 56%       | 35%       | 9%        |
| Ipsos Puls za MVPEI Arhivirana inačica izvorne stranice od 4. listopada 2011. (Wayback Machine) | 26. srpnja 2011.                       | 943                        | 60%       | 33%       | 6%        |
| CRO Demoskop | 1. i 2. srpnja 2011.                   | 1300                       | 62,2%     | 30,5%     | 7,3%      |
| Hendal za HRT Arhivirana inačica izvorne stranice od 5. studenoga 2012. (Wayback Machine) | 28. lipnja 2011.                       | nepoznato                  | 56%       | 34,2%     | 9,8%      |
| Križ života Arhivirana inačica izvorne stranice od 3. lipnja 2011. (Wayback Machine) Arhivirana inačica izvorne stranice od 15. srpnja 2011. (Wayback Machine) Arhivirana inačica izvorne stranice od 15. srpnja 2011. (Wayback Machine)                                               | 29. svibnja 2011.                      | 924                        | 45,24%    | 51,19%    | -         |
| Ipsos Puls za Novu TV | 25. svibnja 2011.                      | 1000                       | 56%       | 39%       | 5%        |
| Eurobarometar Arhivirana inačica izvorne stranice od 23. siječnja 2012. (Wayback Machine) Standard Eurobarometer - Public Opinion in the European Union - Spring 2011, str. 34. | svibanj 2011.                          | (u 33 države i teritorija) | 30%       | 34%       | 32%1      |
| Mediana Fides za Jutarnji list Arhivirana inačica izvorne stranice od 5. studenoga 2012. (Wayback Machine) | 15. i 16. travnja 2011.                | 700                        | 23%       | 49,8%     | 26,4%     |
| Ipsos Puls za Novu TV | 16. travnja 2011.                      | 600                        | 38%       | 52%       | 10%       |
| 15. travnja 2011. bivši general HV-a Ante Gotovina prvostupanjskom presudom nepravomoćno je osuđen na 24 godine zatvora od strane Međunarodnog suda za ratne zločine počinjene na području bivše Jugoslavije zbog navodnih ratnih zločina počinjenih za vrijeme vojne operacije Oluja. |                                        |                            |           |           |           |
| Mediana Fides za Jutarnji list Arhivirana inačica izvorne stranice od 23. svibnja 2011. (Wayback Machine) | 21. ožujka 2011.                       | nepoznato                  | 56,3%     | 37,3%     | 6,4%      |
| Ipsos Puls za Novu TV | 12. ožujka 2011.                       | 1000                       | 55%       | 38%       | 7%        |
| Ipsos Puls za Novu TV | 12. ožujka 2011.                       | 600                        | 51%       | 37%       | 12%       |
| CRO Demoskop Arhivirana inačica izvorne stranice od 9. ožujka 2012. (Wayback Machine) | 4. ožujka 2011.                        | 1300                       | 48,9%     | 41%       | 10,1%     |
| CRO Demoskop | 7. veljače 2011.                       | 1300                       | 49,4%     | 40,3%     | 10,2%     |
| Studenti osječkog sveučilišta | 24. siječnja 2011.                     | nepoznato                  | nepoznato | 60%       | nepoznato |
| Ipsos Puls za Novu TV | 25. prosinca 2010.                     | 1000                       | 47%       | 40%       | 12%       |
| CRO Demoskop Arhivirana inačica izvorne stranice od 6. prosinca 2010. (Wayback Machine) | 30. studenog i 1. prosinca 2010.       | 1300                       | 49,2%     | 39,1%     | 11,7%     |
| Ipsos Puls za Novu TV | 25. prosinca 2010.                     | 1000                       | 53%       | 35%       | 12%       |
| Eurobarometar Arhivirana inačica izvorne stranice od 16. rujna 2011. (Wayback Machine) Standard Eurobarometer - Public Opinion in the European Union - Autumn 2010, str. 35. | studeni 2010.                          | (u 32 države i teritorija) | 27%       | 29%       | 41%1      |
| Ipsos Puls Arhivirana inačica izvorne stranice od 5. ožujka 2012. (Wayback Machine) | 1. – 15. studenog 2010.                | 1000                       | 64%       | 29%       | 7%        |
| CRO Demoskop | 2. i 3. studenog 2010.                 | 1300                       | 49,6%     | 39,8%     | 10,6%     |
| Ipsos Puls za Novu TV | 29. listopada 2010.                    | 1000                       | 50%       | 35%       | 15%       |
| CRO Demoskop Arhivirana inačica izvorne stranice od 19. listopada 2012. (Wayback Machine) | 4. i 5. listopada 2010.                | 1300                       | 50,5%     | 39,4%     | 10,1%     |
| Ipsos Puls za Novu TV | 28. srpnja 2010.                       | 1000                       | 55%       | 42%       | 7%        |
| Eurobarometar Arhivirana inačica izvorne stranice od 16. rujna 2011. (Wayback Machine) Standard Eurobarometer - Public Opinion in the European Union - Autumn 2010, str. 35. Arhivirana inačica izvorne stranice od 12. siječnja 2012. (Wayback Machine)                               | svibanj 2010.                          | (u 32 države i teritorija) | 26%       | 31%       | 38%1      |
| CRO Demoskop | 3. i 4. svibnja 2010.                  | 1300                       | 51,1%     | 39%       | 9,9%      |
| CRO Demoskop | 31. ožujka i 1. travnja 2010.          | 1300                       | 50,8%     | 39,9%     | 9,3%      |
| CRO Demoskop | 3. veljače 2010.                       | 1300                       | 48,4%     | 40,1%     | 11,5%     |
| CRO Demoskop | 4. i 5. siječnja 2010.                 | 1300                       | 48,9%     | 39,9%     | 11,2%     |
| Ipsos Puls za Novu TV | 31. prosinca 2009.                     | nepoznato                  | 43%       | 43%       | 13%       |
| CRO Demoskop | 30. studenog i 1. prosinca 2009.       | 1300                       | 49,1%     | 39,1%     | 11,8%     |
| Eurobarometar Arhivirana inačica izvorne stranice od 13. siječnja 2012. (Wayback Machine) Standard Eurobarometer - Public Opinion in the European Union - Autumn 2009, str. 144 | listopad-studeni 2009.                 | (u 31 državi i teritoriju) | 24%       | 37%       | 35%1      |
| Eurobarometer, Europska komisija | listopada 2009.                        | nepoznato                  | 24%       | 37%       | 39%       |
| CRO Demoskop Arhivirana inačica izvorne stranice od 9. listopada 2011. (Wayback Machine) | 31. rujna i 1. listopada 2009.         | 1300                       | 50,9%     | 39,5%     | 9,6%      |
| CRO Demoskop | 3. rujna 2009.                         | 1300                       | 47%       | 42,6%     | 10,4%     |
| Eurobarometar Arhivirana inačica izvorne stranice od 23. siječnja 2012. (Wayback Machine) Standard Eurobarometer - Public Opinion in the European Union - Spring 2009, str. 93. Arhivirana inačica izvorne stranice od 2. prosinca 2011. (Wayback Machine)                             | 12. lipnja - 6. srpnja 2009.           | (u 31 državi i teritoriju) | 24%       | 39%       | 33%1      |
| CRO Demoskop | 1. i 2. srpnja 2009.                   | 1300                       | 47,8%     | 41,9%     | 10,3%     |
| Ipsos Puls za Novu TV | 31. ožujka 2009.                       | 1000                       | 50%       | 39%       | 11%       |
| Ipsos Puls za Novu TV | 28. veljače 2009.                      | 1000                       | 51%       | 36%       | 13%       |
| CRO Demoskop | 5. veljače 2009.                       | 1300                       | 51,8%     | 39,2%     | 9%        |
| Eurobarometar Arhivirana inačica izvorne stranice od 12. siječnja 2012. (Wayback Machine) Standard Eurobarometer - Public Opinion in the European Union - Autumn 2008, str. 131. Arhivirana inačica izvorne stranice od 2. prosinca 2011. (Wayback Machine)                            | 6. listopada - 6. studenoga 2008.      | (u 31 državi i teritoriju) | 23%       | 38%       | 35%1      |
| CRO Demoskop | 3. i 4. listopada 2008.                | 1300                       | 57,3%     | 33,2%     | 9,5%      |
| CRO Demoskop | 31. srpnja i 1. kolovoza 2008.         | 1300                       | 55,5%     | 36,7%     | 7,8%      |
| CRO Demoskop | 4. srpnja 2008.                        | 1300                       | 54,7%     | nepoznato | nepoznato |
| Eurobarometar Arhivirana inačica izvorne stranice od 13. siječnja 2012. (Wayback Machine) Standard Eurobarometer - Public Opinion in the European Union - Autumn 2008, str. 33. Arhivirana inačica izvorne stranice od 13. kolovoza 2011. (Wayback Machine)                            | kr. ožujka - poč. svibnja 2008.        | ()                         | 30%       | 25%       | 39%1      |
| CRO Demoskop | 2. svibnja 2008.                       | 1300                       | 53,9%     | nepoznato | nepoznato |
| CRO Demoskop | 4. veljače 2008.                       | 1300                       | 49%       | nepoznato | nepoznato |
| CRO Demoskop | 7. siječnja 2008.                      | 1300                       | 49,6%     | nepoznato | nepoznato |
| PULS Arhivirana inačica izvorne stranice od 6. ožujka 2021. (Wayback Machine) | srpnja 2005.                           | 1000                       | nepoznato | većina    |           |

1„Ni dobro ni loše.”

2U Splitu. Podatak s vijesti Radio-Splita 20. siječnja 2012.

3Hrvatska 57,2% protiv, za 42,8%. Po pozivnim područjima: Dalmacija 68,7% protiv, Slavonija 67,3% protiv, Hrvatsko zagorje 55,3% protiv, Zagreb 48,7% protiv, Riječko primorje i Istra 46% protiv.

4Ispitanici s područja Slavonije i Baranje.

## Ugovor o pristupanju
Po završetku pregovora, rezultati pregovora ugrađuju se u odredbe nacrta Ugovora o pristupanju, u čijoj izradi sudjeluju predstavnici država članica i institucija Europske unije te predstavnici države kandidatkinje.
Nakon postizanja dogovora između Europske unije i države kandidatkinje o tekstu nacrta Ugovora o pristupanju, tekst se upućuje u odgovarajući postupak u institucijama i državama članicama Europske unije te državi kandidatkinji. Na temelju nacrta Ugovora, a prije njegova potpisivanja, Europska komisija mora donijeti konačno mišljenje o zahtjevu za članstvo države kandidatkinje, Europski parlament dati suglasnost, a Vijeće na kraju donijeti jednoglasnu odluku o prihvaćanju nove države članice i njezina zahtjeva za članstvo.
 

Na zasjedanju Vijeća stalnih predstavnika (COREPER II) 14. rujna 2011. postignut je dogovor o engleskoj inačici Ugovora o pristupanju s Hrvatskom. Istu je svečano poljski premijer Donald Tusk 17. rujna donio u Zagreb i predao premijerki Kosor. Izvjestitelj u Europskom parlamentu za Hrvatsku, Hannes Swoboda, najavio je raspravu o tekstu pristupnog ugovora za 14. studenog u Odboru za vanjsku politiku, a na plenarnoj sjednici 1. prosinca. Nakon toga je uslijedilo njegovo potpisivanje na summitu Europske unije 9. prosinca 2011. Europski parlament je potvrdio tekst Ugovora o pristupanju Hrvatske u EU 1. prosinca 2011. U raspravi prije glasovanja zastupnik u Europskom parlamentu iz Njemačke je rekao:
Ugovor potpisuju najviši dužnosnici država članica Europske unije i države pristupnice, te se Ugovor upućuje u postupak potvrđivanja (ratifikacije) sukladno ustavnim odredbama svake od država potpisnica. U ime Republike Hrvatske, Ugovor su potpisali predsjednik Republike i predsjednica Vlade.
Nakon potpisivanja Ugovora o pristupanju država pristupnica počinje sudjelovati u radu tijela Vijeća Europske unije i Europskoga parlamenta kao aktivni promatrač. Država kandidatkinja otada se smatra državom pristupnicom.
Da bi Ugovor o pristupanju stupio na snagu, trebaju ga potvrditi (ratificirati) parlamenti država članica i države pristupnice. U roku od mjesec dana nakon potpisivanja u Hrvatskoj je održan referendum o ulasku u EU.
Stupanjem na snagu Ugovora o pristupanju uobičajeno na utvrđeni datum, pod uvjetom da je dovršen proces ratifikacije, država pristupnica postaje članica Europske unije.

## Poveznice
- Ugovor o pristupanju Republike Hrvatske Europskoj uniji
- Referendum o pristupanju Hrvatske Europskoj uniji
- Slovenska blokada pristupa Hrvatske Europskoj uniji
- Proširenje Europske unije

### Dokumenti
- Završna deklaracija Zagrebačkog sastanka na vrhu (24. studenoga 2000. )  Arhivirana inačica izvorne stranice od 27. rujna 2007. (Wayback Machine)
- Sporazum o stabilizaciji i pridruživanju
- Mišljenje Europske komisije (AVIS)  Arhivirana inačica izvorne stranice od 5. listopada 2006. (Wayback Machine)
- Pregleda stanja procesa pregovora  Arhivirana inačica izvorne stranice od 16. ožujka 2007. (Wayback Machine)
- Ispitivanje javnog mnijenja  Arhivirana inačica izvorne stranice od 27. lipnja 2007. (Wayback Machine)
- Komunikacijska strategija za informiranje hrvatske javnosti o Europskoj uniji i pripremama za članstvo 2006.  Arhivirana inačica izvorne stranice od 27. lipnja 2007. (Wayback Machine)
- Izvješće o napretku Hrvatske Europske komisije za 2006.  Arhivirana inačica izvorne stranice od 27. rujna 2007. (Wayback Machine)
- Pristupanje Europskoj uniji: očekivani ekonomski učinci, Studija Ekonomskog instituta, Zagreb, 2007.  Arhivirana inačica izvorne stranice od 27. rujna 2007. (Wayback Machine)
- HR-EU: aktualno  Arhivirana inačica izvorne stranice od 3. studenoga 2008. (Wayback Machine)
- Brnčić, A. (2005). Mali leksikon europskih integracija, Zagreb: MVPEI
- Brigljević, K. (2006). Hrvatska na putu u EU, Zagreb: MVPEI
- Kandžija, V. (2003). Gospodarski sustav EU, Rijeka: Ekonomski fakultet
- MVPEI (2006). Pregovori o pristupanju RH EU, Zagreb: MVPEI
- Večernji list. Zašto nam propada novac iz Bruxellesa, 19. siječnja 2008.: 31. – 33.
- Večernji list. Pravi pregovori počeli tek s energetikom i prometom, 22. travnja 2008.: 15.

## Vanjske poveznice
- Pregovori o pristupanju Republike Hrvatske EU  Arhivirana inačica izvorne stranice od 23. ožujka 2007. (Wayback Machine)
- Ministarstvo vanjskih poslova i europskih integracija o EU  Arhivirana inačica izvorne stranice od 23. ožujka 2007. (Wayback Machine)
- Vodič kroz informacije o Europskoj uniji  Arhivirana inačica izvorne stranice od 2. ožujka 2009. (Wayback Machine)